# Mistrzostwa Polski w Short Tracku 2003
Mistrzostwa Polski w Short Tracku 2003 – 7. edycja mistrzostw, która odbyła się w dniach 1–2 marca 2003 roku na Torwarze II w Warszawie.

## Wyniki

### Kobiety

#### 500 metrów
Finał
| Miejsce | Zawodniczka          | Klub              | Wynik    |
| ------- | -------------------- | ----------------- | -------- |
| 1.      | Magdalena Gąsior     | MMKS Nowy Targ    | 50,272   |
| 2.      | Karolina Regucka     | Juvenia Białystok | 50,288   |
| 3.      | Aida Popiołek        | OMKŁS Opole       | 1:10,321 |
| 4.      | Agnieszka Olechnicka | Juvenia Białystok | DQ       |

#### 1000 metrów
Finał
| Miejsce | Zawodniczka          | Klub              | Wynik    |
| ------- | -------------------- | ----------------- | -------- |
| 1.      | Karolina Regucka     | Juvenia Białystok | 1:39,410 |
| 2.      | Anna Romanowicz      | Juvenia Białystok | 1:41,175 |
| 3.      | Agnieszka Olechnicka | Juvenia Białystok | 1:44,803 |
| 4.      | Wioleta Supranowicz  | Juvenia Białystok | 1:58,512 |

#### 1500 metrów
Finał
| Miejsce | Zawodniczka          | Klub              | Wynik    |
| ------- | -------------------- | ----------------- | -------- |
| 1.      | Karolina Regucka     | Juvenia Białystok | 2:47,594 |
| 2.      | Agnieszka Olechnicka | Juvenia Białystok | 2:47,703 |
| 3.      | Anna Romanowicz      | Juvenia Białystok | 2:47,861 |
| 4.      | Magdalena Gąsior     | MMKS Nowy Targ    | 2:48,036 |
| 5.      | Wioleta Supranowicz  | Juvenia Białystok | 2:53,274 |
| 6.      | Aleksandra Urban     | Błyskawica Toruń  | 2:56,794 |

#### Superfinał 3000 metrów
Finał
| Miejsce | Zawodniczka          | Klub              | Wynik    |
| ------- | -------------------- | ----------------- | -------- |
| 1.      | Agnieszka Olechnicka | Juvenia Białystok | 5:43,386 |
| 2.      | Karolina Regucka     | Juvenia Białystok | 5:49,760 |
| 3.      | Aleksandra Urban     | Błyskawica Toruń  | 5:53,220 |
| 4.      | Magdalena Gąsior     | MMKS Nowy Targ    | 5:54,471 |
| 5.      | Anna Romanowicz      | Juvenia Białystok | 5:55,604 |
| 6.      | Aida Popiołek        | OMKŁS Opole       | 5:55,854 |
| 7.      | Wioleta Supranowicz  | Juvenia Białystok | 6:08,638 |

#### Wielobój
Klasyfikacja
| Miejsce | Zawodniczka          | Klub              | Dystanse | Dystanse | Dystanse | Dystanse | Punkty |
| Miejsce | Zawodniczka          | Klub              | 1500 m   | 500 m    | 1000 m   | 3000 m   | Punkty |
| ------- | -------------------- | ----------------- | -------- | -------- | -------- | -------- | ------ |
| 1.      | Karolina Regucka     | Juvenia Białystok | 1        | 2        | 1        | 2        | 110    |
| 2.      | Agnieszka Olechnicka | Juvenia Białystok | 2        | 4        | 3        | 1        | 68     |
| 3.      | Magdalena Gąsior     | MMKS Nowy Targ    | 4        | 1        | 8        | 4        | 50     |
| 4.      | Anna Romanowicz      | Juvenia Białystok | 3        | 13       | 2        | 5        | 39     |
| 5.      | Aleksandra Urban     | Błyskawica Toruń  | 6        | 20       | 13       | 3        | 16     |
| 6.      | Aida Popiołek        | OMKŁS Opole       | 10       | 3        | 18       | 6        | 16     |
| 7.      | Wioleta Supranowicz  | Juvenia Białystok | 5        | 12       | 4        | 7        | 13     |

#### Sztafeta 3000 metrów
Finał
| Miejsce | Klub                                                                                               | Wynik    |
| ------- | -------------------------------------------------------------------------------------------------- | -------- |
| 1.      | Juvenia Białystok III Agnieszka Olechnicka Karolina Regucka Patrycja Maliszewska Sandra Domalewska | 4:53,945 |
| 2.      | Juvenia Białystok I Beata Żylińska Wioleta Supranowicz Agnieszka Bagińska Katarzyna Ostrowska      | 4:53,979 |
| 3.      | Juvenia Białystok II Anna Romanowicz Agnieszka Bawerna Joanna Antecka Anna Bidler                  | 4:58,408 |
| 4.      | OMKŁS Opole Aida Popiołek Natalia Grajcar Malwina Zawada Kaja Pniewska                             | 5:05,099 |

### Mężczyźni

#### 500 metrów
Finał
| Miejsce | Zawodnik              | Klub                   | Wynik  |
| ------- | --------------------- | ---------------------- | ------ |
| 1.      | Przemysław Jurkiewicz | Juvenia Białystok      | 44,591 |
| 2.      | Dariusz Kulesza       | Juvenia Białystok      | 44,656 |
| 3.      | Mariusz Wojnowski     | niestowarzyszony       | 44,703 |
| 4.      | Zbigniew Bródka       | Błyskawica Domaniewice | 44,791 |

#### 1000 metrów
Finał
| Miejsce | Zawodnik          | Klub                   | Wynik    |
| ------- | ----------------- | ---------------------- | -------- |
| 1.      | Dariusz Kulesza   | Juvenia Białystok      | 1:36,350 |
| 2.      | Mariusz Wojnowski | niestowarzyszony       | 1:36,771 |
| 3.      | Zbigniew Bródka   | Błyskawica Domaniewice | 1:36,797 |
| 4.      | Jakub Jaworski    | Juvenia Białystok      | 1:36,827 |

#### 1500 metrów
Finał
| Miejsce | Zawodnik              | Klub                   | Wynik    |
| ------- | --------------------- | ---------------------- | -------- |
| 1.      | Krystian Zdrójkowski  | Juvenia Białystok      | 2:35,411 |
| 2.      | Przemysław Jurkiewicz | Juvenia Białystok      | 2:35,749 |
| 3.      | Zbigniew Bródka       | Błyskawica Domaniewice | 2:35,823 |
| 4.      | Dariusz Kulesza       | Juvenia Białystok      | 2:36,349 |
| 5.      | Łukasz Fabiański      | Błyskawica Domaniewice | 2:40,844 |
| 6.      | Mariusz Wojnowski     | niestowarzyszony       | DQ       |

#### Superfinał 3000 metrów
Finał
| Miejsce | Zawodnik              | Klub                   | Wynik    |
| ------- | --------------------- | ---------------------- | -------- |
| 1.      | Zbigniew Bródka       | Błyskawica Domaniewice | 5:28,792 |
| 2.      | Jakub Jaworski        | Juvenia Białystok      | 5:29,184 |
| 3.      | Krystian Zdrójkowski  | Juvenia Białystok      | 5:29,645 |
| 4.      | Przemysław Jurkiewicz | Juvenia Białystok      | 5:31,595 |
| 5.      | Łukasz Fabiański      | Błyskawica Domaniewice | 5:32,336 |
| 6.      | Mariusz Wojnowski     | niestowarzyszony       | 5:36,855 |
| 7.      | Dariusz Kulesza       | Juvenia Białystok      | 5:59,896 |

#### Wielobój
Klasyfikacja
| Miejsce | Zawodnik              | Klub                   | Dystanse | Dystanse | Dystanse | Dystanse | Punkty |
| Miejsce | Zawodnik              | Klub                   | 1500 m   | 500 m    | 1000 m   | 3000 m   | Punkty |
| ------- | --------------------- | ---------------------- | -------- | -------- | -------- | -------- | ------ |
| 1.      | Zbigniew Bródka       | Błyskawica Domaniewice | 3        | 4        | 3        | 1        | 68     |
| 2.      | Przemysław Jurkiewicz | Juvenia Białystok      | 2        | 1        | 6        | 4        | 63     |
| 3.      | Dariusz Kulesza       | Juvenia Białystok      | 4        | 2        | 1        | 7        | 63     |
| 4.      | Krystian Zdrójkowski  | Juvenia Białystok      | 1        | 7        | 5        | 3        | 47     |
| 5.      | Mariusz Wojnowski     | niestowarzyszony       | 6        | 3        | 2        | 6        | 37     |
| 6.      | Jakub Jaworski        | Juvenia Białystok      | 7        | 8        | 4        | 2        | 29     |
| 7.      | Łukasz Fabiański      | Błyskawica Domaniewice | 5        | 5        | 7        | 5        | 10     |

#### Sztafeta 5000 metrów
Finał
| Miejsce | Klub                                                                                         | Wynik    |
| ------- | -------------------------------------------------------------------------------------------- | -------- |
| 1.      | Juvenia Białystok III Dariusz Kulesza Jakub Jaworski Roman Izbicki Przemysław Szewczuk       | 7:48,581 |
| 2.      | Juvenia Białystok II Przemysław Jurkiewicz Maksym Ostrowski Wojciech Bielawski Jakub Babicki | 7:48,582 |
| 3.      | Juvenia Białystok I Krystian Zdrojkowski Piotr Bidler Krzysztof Babul Paweł Doliński         | DQ       |
| 4.      | Błyskawica Domaniewice Zbigniew Bródka Łukasz Fabiański Marcin Fabiański Łukasz Sztampke     | DQ       |